# Trận Beaugency (1870)
Trận Beaugency, còn gọi là Trận Beaugency-Cravant, là một trận đánh trong cuộc Chiến tranh Pháp-Phổ, diễn ra từ ngày 8 cho đến ngày 10 tháng 12 năm 1870. Trong cuộc giao chiến quyết liệt suốt 3 ngày này, Phân bộ quân thuộc Binh đoàn thứ hai của Đức do Friedrich Franz II, Đại Công tước xứ Mecklenburg, chỉ huy đã giành được Beaugency trong tay Binh đoàn Loire của Pháp do tướng Antoine Chanzy chỉ huy, mặc dù quân Pháp có ưu thế về mặt quân số. Với thất bại của ông ta trong trận chiến Beaugency, lực lượng của Chanzy phải tiến hành triệt thoái về Le Mans qua đường Vendóme.
Sau chiến thắng của ông ta trong trận Loigny-Poupry, Đại Công tước xứ Mecklenburg đã tái chiếm Orléans, sau đó ông tiến đánh tướng Chanzy của Pháp. Vào ngày 6 tháng 12 năm 1870, quân kỵ binh thuộc Phân bộ quân của Mecklenburg đã tiếp cận các tiền đồn của Chanzy, vào ngày hôm sau (7 tháng 12), sư đoàn số 1 thuộc Phân bộ quân của Mecklenburg khi đang tiến dọc theo bờ trái sông Loire thì tiếp cận với sư đoàn Pháp dưới quyền tướng Câmo. Quân Pháp bị đánh bại, song vào ngày 8 tháng 12 năm 1870, Chanzy đã đích thân chỉ huy quân Pháp tấn công đối phương từ Mecklenburg và Marchenoir. Mecklenburg cũng khai triển toàn bộ lực lượng của mình, gồm cả quân đoàn Bayern là trung quân của ông. Nhiều người lính Đức dày dạn đã ghi nhận cuộc giao tranh dọc theo chiến tuyến Beaugency là trận đánh dữ dội nhất trong cuộc đời chinh chiến của họ. Một lần nữa, người Đức giành được lợi thế trong chiến trận, gây thiệt hại nặng nề cho người Pháp: quân Đức bắt được không ít tù binh cùng với một số khẩu pháo của đối phương. Trước tình hình đó, đoàn đại biểu của chính quyền Pháp đã quyết định rời bỏ Tours, và trong ngày hôm ấy quân Đức đã làm chủ Beaugemcy. Sang ngày hôm sau (9 tháng 12), giữa những cuộc giao chiến dồn dập, Mecklenburg đã chiếm đoạt rừng Marchenoir, cùng với một số ngôi làng nằm về hướng bắc Beaugency. Thậm chí quân Đức còn suýt bắt được Bộ trưởng Nội vụ Léon Gambetta của Pháp, song Mecklenburg ngưng chiến vì yếu thế về quân số.
Nhìn chung các trận đánh này cũng có những tương quan với nhau: quân đội Đức đã giành chiến thắng do có các lực lượng mạnh mẽ, trong khi các binh đoàn Pháp dù đuối sức nhưng đã chiến đấu dũng cảm, song không chống nổi quân lực được chỉ huy và tổ chức tốt của Đức. Được tin về các sự kiện vào ngày 7 tháng 10, thống chế – hoàng thân Friedrich Karl của Phổ, tư lệnh binh đoàn thứ hai, đã tăng viện quân đoàn số 10 cho Mecklenburg, đồng thời cũng xuống lệnh cho quân đoàn số 9 cộng tác với viên tướng này ở bờ trái sông Loire. Vào ngày 10 tháng 10 năm 1870, Chanzy đã phát động một cuộc tấn công vào quân đội Đức. Tuy giành thắng lợi ban đầu, cuộc tiến công này đã quân Đức đánh bật. Cuối cùng, có lẽ là do bị quân đoàn số 9 của Đức đe dọa bên sườn, Chanzy rút chạy nhanh chóng trong thời tiết khắc nghiệt và sự truy sát của Friedrich Karl. Quân Đức đã bắt thêm một số tù binh tại Vendóme 